# Kilian Heck
Pour les articles homonymes, voir Heck.
Kilian Heck (né en 1968 à Nassau) est un historien de l'art allemand. Heck est professeur ordinaire d'histoire de l'art à l'Institut Caspar-David-Friedrich (de) de l'Université de Greifswald.

## Carrière universitaire
Kilian Heck étudie l'histoire de l'art, l'histoire et l'archéologie classique à l'Université Goethe de Francfort-sur-le-Main et à l'Université Philippe de Marbourg. De 1994 à 1997, Heck est boursier à l'École doctorale DFG Politische Ikonographie à Hambourg, où il obtient également son doctorat en 1997. Avec sa thèse intitulée « Genealogie als Monument und Argument », Heck introduit des questions actuelles dans la recherche sur la fonction longtemps négligée des armoiries en tant que vecteurs de signification politique dans l'histoire de l'art. L'étude d'Heck, avec laquelle il dépasse l'horizon habituel du travail d'histoire de l'art est souvent incluse dans des recherches ultérieures. De 1997 à 1999, il est chercheur postdoctoral à l'Institut Max-Planck d'histoire des sciences de Berlin, à partir de 1999 assistant de recherche à l'Institut d'histoire de l'art de l'Université de Heidelberg et de 2002 à 2008 assistant de recherche à l'Institut d'histoire de l'art de l'Université Goethe de Francfort-sur-le-Main (de). À partir de 2005, Heck complète son habilitation par ses recherches et publications sur l'œuvre du peintre Carl Blechen. Après avoir terminé son habilitation en 2009/10, Heck reprend la chaire d'histoire de l'art à l'Université d'Iéna. Depuis 2011, il occupe la chaire d'histoire générale de l'art à l'Université de Greifswald au sein de l'Institut Caspar-David-Friedrich qui y est situé. De 2013 (réélection en 2017) jusqu'en 2022, Heck est le premier président de l'Association des historiens de l'art allemands (de),

## Recherche
Dans le cadre de sa thèse, Heck étudie le symbolisme visuel des armoiries utilisées pour la légitimation dynastique du pouvoir et exprime le désir de la noblesse européenne d'être vénérable. Après, il s'occupe principalement des relations entre l'art et les sciences naturelles au XIXe siècle. Depuis sa chaire à Greifswald, ses principaux intérêts de recherche sont la sculpture sépulcrale allemande et l'art de cour allemand du XVe au XVIIe siècle, l'iconographie politique du début de l'époque moderne et l'architecture des châteaux du XVIIIe siècle. Dans le cadre de ses recherches de restitution et de provenance, Heck aborde l'histoire des origines des peintures. Il s'intéresse également particulièrement à la collection d'art du baron vom Stein et aux œuvres du peintre paysagiste Carl Blechen. En outre, il se concentre sur l'observation artistique et scientifique des jardins paysagers, en particulier du royaume des jardins de Dessau-Wörlitz.

## Mandats et engagement politique
Le 22 mars 2013, Heck est élu premier président de l'Association des historiens de l'art allemands et ouvre à ce titre la 33e édition de 2015 de la Journée de l'historien de l'art allemand. En 2017, il est réélu lors de la 34e Journée des historiens de l'art allemands à Dresde. Le mandat se termine en 2022. Après son élection, Heck participe de plus en plus au débat public. Heck s'engage à rénover le château de Steinort (de). En tant qu'expert en jardins paysagers et en aménagement naturel et membre du Comité national allemand pour la protection des monuments (de), Heck fait campagne contre l'installation excessive d'éoliennes et appelle à un engagement politique plus important en faveur de la préservation du paysage.

## Adhésions
- Comité national allemand pour la protection des monuments (de)[8]
- Association des historiens de l'art allemands (de) eV (premier président de 2013 à 2022)
- Société Caspar-David-Friedrich (de) (vice-président)